# Emil Puls
Emil August Johannes Puls (* 26. Dezember 1877 in Ottensen-Neumühlen; † 20. Mai 1941 in Hamburg-Altona) war ein deutscher Fotograf. Er wohnte und arbeitete den größten Teil seines Lebens in Altona/Elbe.

## Biografie
Emil Puls wurde als Sohn des Zigarrendrehers („Piependreihers“) Johannes Puls im damals noch selbständigen Ottensen geboren. Er absolvierte eine Ausbildung als Fotograf; mindestens im Jahr 1903 war er als Photographiergehilfe, also Geselle, in Kiel gemeldet. 1912 eröffnete er, zurück in seiner inzwischen zu Altona gehörenden Geburtsstadt, die Photographische Kunstanstalt Emil Puls; diese betrieb er bis kurz vor seinem Tod im Jahr 1941. Während des Ersten Weltkriegs war er zeitweise in Belgien bzw. Nordfrankreich stationiert; mit Unterstützung von Otto Lehmann, dem Leiter des Altonaer Museums, wurde er allerdings für einzelne Fotoaufträge freigestellt. 1917 nahm er in der elsässischen Stadt Zabern eine Bilderserie auf. Seit 1921 war Puls mit Margarethe Ips verheiratet.
Am 20. Mai 1941 starb er in Ottensen an den Spätfolgen seiner Verletzungen, die er 1932 am Altonaer Blutsonntag erlitten hatte. Ottensen bildete seit der Eingemeindung Altonas in die Hansestadt Hamburg im Jahr 1938 einen Stadtteil von Hamburg. Das Grab Emil Puls' auf dem Friedhof Holstenkamp in Altona ist erhalten.

## Werk
Puls bevorzugte während seiner langen Schaffensperiode, auch nach Aufkommen der Rollfilmkamera, stets die Arbeit mit der Plattenkamera. In seinem Nachlass fanden sich etwa 6.000 Glasplattennegative, die seit 1976 im Altonaer Museum verwahrt werden. Hauptsächlich nahm er Motive aus Altona, dem benachbarten Hamburg und der Unterelberegion, speziell dem Alten Land, auf. Puls scheint um 1900 auch maritime Motive aufgenommen zu haben, zudem während des Krieges Bilder von Soldaten und Ruinen; er spezialisierte sich später aber auf Architektur, Interieurs-, Industrie- und Landschaftsfotografie.
Zu seinen Auftraggebern zählte insbesondere das Altonaer Stadtmuseum, für das er ab 1915 Innenaufnahmen, zahlreiche Reproduktionen von Stichen und Gemälden, aber auch zwei Bilderserien über die „Kirschblüte im Alten Land“ bzw. die „Jugendstrafanstalt Hahnöfer Sand“ anfertigte. Des Weiteren erwarben sein Kollege, der Fotosammler Fritz Lachmund, und der Altonaer Magistrat wiederholt Puls’ Arbeiten. Für sein 1929 erschienenes, zweibändiges Buch Neues Altona 1919–1929. Zehn Jahre Aufbau einer deutschen Großstadt verwendete der Stadtarchivar Paul Theodor Hoffmann ca. 40 Motive des Fotografen, darunter Neubauten von Gustav Oelsner und Anlagen des von Ferdinand Tutenberg gestalteten Volksparks. Daneben vertrieb er auch Papierabzüge seiner Bilder.
In der seit der Jahrhundertwende in Norddeutschland insbesondere von Alfred Lichtwark propagierten Auseinandersetzung zwischen „Kunst-“ und „Berufsfotografie“ ist Puls nicht einfach einzuordnen. Einerseits führte er einen wirtschaftlich durchaus erfolgreichen Betrieb; andererseits nannte er diesen Kunstanstalt und entwickelte in seinem Werk eine eigenständige Handschrift. Zudem nahm er gelegentlich an Wettbewerben teil; bei einem von diesen (1930 zum Thema Niederelbe) wurden zwei eingereichte Puls-Fotos ausgezeichnet.

## Posthume Würdigung
Der fotografische Nachlass wurde von seiner Ehefrau Margarethe Puls auf dem Dachboden ihres Hauses in der Bahrenfelder Straße in Ottensen verwahrt. Ein Jahr vor ihrem Tod 1977 wurde das Bildarchiv dem Altonaer Museum übereignet. Es enthielt außer den 6.000 Glasplatten auch einige hundert Diapositive und Kontaktabzüge; der Gesamtbestand war durch von Emil Puls selbst angelegte Bildverzeichnisse gut erschlossen.
1999 zeigte das Museum die Ausstellung Emil Puls, ein Fotograf aus Altona. Die Ausstellung Altona: Eine Stadt wie keine andere, die 2003/04 ebenfalls dort zu sehen war, enthielt gleichfalls zahlreiche Aufnahmen von Emil Puls.
Im Jahr 2002 kamen weitere beschädigte Negative in einem Privathaus in Ottensen zum Vorschein. Der Künstler Hans-Christian Jaenicke sicherte sich diese Glasplatten und gestaltete daraus neue Kunstobjekte, die Puls-Installationen. Jaenicke wählte die Motive Zeppelin über Altona, die Kleine Papagoyenstraße, badende Knaben, das Linienschiff Hessen und die Ansprache Max Brauers bei der Liliencron-Feier von 1928 für seine Installationen aus. Die Puls-Installationen waren 2004 im Altonaer Museum zu sehen.